# Монтикио (Латина)
Монтикио је насеље у Италији у округу Латина, региону Лацио.
Према процени из 2011. у насељу је живело 888 становника. Насеље се налази на надморској висини од 15 м.